# Сребриста мармозетка
Сребристата мармозетка (Callithrix argentata) е вид бозайник от семейство Остроноктести маймуни (Callitrichidae).

## Разпространение
Видът е разпространен в Бразилия (Пара).